# 新潟アイスリンク
新潟アイスリンク（にいがたアイスリンク）は、かつて新潟県新潟市に存在したスケートリンク兼プールである。
同市に本社を置きレジャー産業などを手掛けていた平興業が所有且つ運営管理を行っていたが、2003年（平成15年）5月をもって営業を終了した。

## 概要
新潟市笹口（現中央区南笹口二丁目）に1971年（昭和46年）開場。秋季から春季にかけてはスケートリンクとして、夏期は温水プールとして営業を行っていた。また平興産はアイスリンクに隣接してボウリング場「グランドボウル新潟」と喫茶店、雀荘なども運営していた。

## 営業終了までの経緯
1980年代に入り、日本経済全体がオイルショックによる不景気から好景気へと転換するのに伴ってレジャー需要が増大し、当リンクも新潟市のレジャー施設の代表として多くの入場者を集めた。しかし、1990年代に入りバブル経済崩壊後は客足が伸び悩むなど慢性的な業績不振となったのに加え、建物や機械設備の老朽化が問題となった。
加えて、当リンクにとって大きな問題となったのが、（新潟駅）駅南地区の再開発の進行である。建設当時の新潟市笹口地区は新潟駅南口が開設される以前で「駅裏」と呼ばれ、周辺には住宅地と田畑が混在していたが、次第に宅地化や市街地化が進み、1982年（昭和57年）には上越新幹線開業に伴い新潟駅に南口が開設され、本格的に商業・居住地域として発展した。それに伴い、市街地化が進むにつれて周辺の道路整備が進められ、当リンク正面を経由する新潟市道明石紫竹山線（都市計画道路、通称「東跨線橋通り」）の改良工事による道路拡幅により駐車場を縮小せねばならなくなった。
これらの事情により営業継続が困難となり、2003年（平成15年）5月31日の冬季営業終了をもって閉鎖され、施設は解体撤去された。その後、跡地のうち駐車場の一部は前述の市道拡幅に充てられ、リンクの施設跡にはパチンコ店「玉三郎 笹口店」が建設された。
なお、「グランドボウル新潟」は引き続き営業したが、2018年1月28日をもって「玉三郎 笹口店」とともに閉店。2019年（平成31年）4月25日、玉三郎笹口店跡地にケーズデンキ新潟笹口店がオープンしている。

## CM
当リンクについて特筆すべきは長年放送されたテレビCMである。オノデンのCMソングなどで知られるのこいのこが歌ったCMソングは冬季になると主にテレビ新潟で頻繁に流され、新潟県民なら知らぬ者がいないほどの知名度を誇った。

## 付記：新潟県のスケートリンク事情について
当リンクは開場以来長らく新潟市唯一のスケートリンクとしてレジャー施設及び競技練習場としての需要をほぼ独占していた。新潟市に所在するスケートリンクとしては、他に新潟市船江町一丁目（現東区。現在の塩事業センター新潟倉庫、及びリンコーコーポレーション機械営業部）において1980年代前半に新潟臨港海陸運送（現リンコーコーポレーション）の関連会社が運営するスケートリンク兼温水プール「臨港スポーツセンター」が開業し、「マンモスリンク」の愛称で親しまれたものの業績不振から10年ほどで廃業となったが、当リンクはレジャー施設としてはもとより、フィギュアスケートやアイスホッケー、ショートトラックスピードスケートなどの練習拠点として県内のアイススケート競技関係者からも重宝されていた。
新潟アイスリンクの閉鎖後、新潟県内のスケートリンクは柏崎市の新潟県立柏崎アクアパーク（11月 - 2月）と上越市のリージョンプラザ上越内アイスアリーナ（9月下旬 - 5月）の2か所しかなく、下越地方には1か所も存在しない状態となった。このため、当リンクの閉鎖以降、スケート競技の練習環境が著しく低下したことなどから、新潟市などの競技関係者は行政側に対しスケート施設の整備を求める陳情などを行い、2011年には新たな公営アイススケート場が鳥屋野潟南西部(新潟市中央区鐘木)に建設されることに決定した。「新潟市アイスアリーナ」の名称で建設が進められ、2013年9月にはネーミングライツによる施設名称も決定、2014年2月には「新潟アサヒアレックスアイスアリーナ」としてオープンした。